# Бутенко, Валерий Павлович
Вале́рий Па́влович Буте́нко (16 июля 1941, Москва — 13 февраля 2020, Москва) — советский футболист, полузащитник; позже — футбольный арбитр. Судья всесоюзной категории (18.01.1977), арбитр международной категории.

## Биография
В 1966 году выступал за дублирующий состав московского «Динамо». В 1967 году отыграл сезон за «Динамо» Махачкала, в составе которого стал чемпионом РСФСР. В 1968 году перешёл в «Шахтёр» Киселёвск, за который в дебютный сезон во второй лиге провёл 34 матча и отметился одним забитым мячом. В 1970 году играл за «Сахалин», в 1971 году за московский «Фрезер».
С 1976 по 1991 год судил матчи высшей лиги чемпионата СССР. Награждён Памятной золотой медалью за обслуживание более 100 матчей. В 1978—1991 годах тринадцать раз входил в десятку лучших арбитров сезона. В качестве главного арбитра четыре раза выводил команды на поле в матчах финалов Кубка СССР. С 1981 года — арбитр международной категории ФИФА. Провёл свыше 50 международных матчей сборных и клубных команд. Работал на чемпионатах мира 1986, 1990, чемпионатах Европы 1984, 1988. Один из лучших арбитров страны в 1980-е годы.
Скончался на 79-м году жизни 13 февраля 2020 года.

## Личная жизнь
Младший брат Андрей Бутенко (род. 1954) — также бывший арбитр.
Жена — Бутенко Людмила Васильевна (1940—2014). Сын — Дмитрий (род. 1971). Дочь — Елена.